# Adelchi Pillinini
Adelchi Pillinini (Cavazzo Carnico, 3 giugno 1934 – Roma, 14 dicembre 2016) è stato un generale italiano, capo di stato maggiore dell'Aeronautica Militare italiana dal 25 marzo 1993 al 3 giugno 1995.

## Carriera militare
Fra il 1953 ed il 1956, il giovane Adelchi Pillinini frequenta il corso Nibbio 2 dell'Accademia Aeronautica. Dopo un primo incarico presso il 22º Gruppo del 51º Stormo ad Istrana, nel 1959 viene assegnato al 6º Stormo 154º Gruppo a Ghedi, dove rimane fino al 1971, ricoprendo vari incarichi; tra cui comandante della 391ª Squadriglia, e comandante del 154º Gruppo.
Nel 1977 torna allo Stato Maggiore dell'Aeronautica prima come capo del 4° ufficio del 4º Reparto e poi come vicecapo del 4º Reparto (dal gennaio 1980 è promosso generale di brigata aerea).
Nel 1981 riveste l'incarico di capo di stato maggiore della 1ª Regione Aerea, della quale l'anno successivo assume le funzioni di vice comandante; dopo aver guidato il 3º Reparto dello Stato Maggiore dell'Aeronautica ed essere stato promosso generale di divisione aerea nel 1984, nel 1986 passa all'Ispettorato Logistico come vice ispettore e poi ispettore in sede vacante.
Dal 25 marzo 1993 al 3 giugno 1995 è stato capo di stato maggiore dell'Aeronautica.